# Кларенс Гаммар
Кларенс Гаммар (швед. Clarence Hammar, 23 червня 1899 — 31 грудня 1989) — шведський яхтсмен.
Бронзовий призер Олімпійських Ігор 1928 року в класі 8 метрів.